# Bremen-Vegesacker Fischerei-Gesellschaft

Flagge der Bremen-Vegesacker Fischerei-Gesellschaft

Die Bremen-Vegesacker Fischerei-Gesellschaft war eine Loggerfischerei und bestand von 1895 bis 1969. Sie war zeitweise die größte Heringsfischerei-Gesellschaft Europas.

## Geschichte

### Gründung
Deutschland importierte 1895 insgesamt 1.181.953  Fässer Salzheringe im Werte von etwa 25.000.000 Mark. Um von Importen unabhängiger zu werden, entstanden zu dieser Zeit in verschiedenen Küstenorten Deutschlands Heringsfänger-Gesellschaften. So wurde am 31. Januar 1895 auch die Bremen-Vegesacker Fischerei-Gesellschaft AG gegründet.
Ein weiterer Grund für die Gründung dieser Gesellschaft war, dass die Weserkorrektion durch Ludwig Franzius für den Ort Vegesack und seinen restaurierten Hafen nicht den erwarteten Aufschwung gebracht hatte. Viele Schiffe fuhren vorbei stromaufwärts direkt zum Bremer Hafen. Man hoffte, den Umschlag des Vegesacker Hafens durch eine neue Gesellschaft wieder beleben und außerdem der unausgelasteten Werft Bremer Vulkan Aufträge beschaffen zu können.
Der Gründung vorausgegangen war die folgende Anzeige in der Ausgabe vom 14. Dezember 1893 der Norddeutschen Volks-Zeitung:
„Die Unterzeichneten möchten ihr Interesse für ein Unternehmen erwecken, welches für die hiesige Gegend von großer Bedeutung werden kann, sobald sich patriotische und thatkräftige Männer finden, es in die Hand zu nehmen. Wir meinen die Gründung einer Fischerei-Actien-Gesellschaft. Durch die Correction der Weser ist Vegesack eben so gut mit dem Meere verbunden worden wie Bremen, die Schiffe können mit einer Fluth oder einer Ebbe die See oder den Hafen hier erreichen. Die Hafenanlagen in Vegesack bieten genügenden Platz für eine kleine Flotte hiesiger Fischereifahrzeuge, und die Bevölkerung dieser Gegend würde sich bald wieder, wie in früheren Jahren, dem Seeberufe zuwenden, wenn ihr dazu Gelegenheit in unmittelbarer Nähe geboten wird.“
Initiatoren dieser Aktion waren größtenteils auch die Gründer der kurz vorher entstandenen Werft Bremer Vulkan, der Inhaber der Bremer Tauwerk-Fabrik in Grohn C. H. Michelsen, der Architekt und Maurermeister C. Hartmann, der Stadtdirektor und Herausgeber der Norddeutschen Volkszeitung J. F. Rohr, der Seemann Albrecht Franzius, ein Bruder des bekannten Wasserbau-Ingenieurs Ludwig Franzius, sowie einige weitere Männer, alle aus Vegesack. Sie waren bemüht, Aktionäre für die zu gründende Fischereigesellschaft möglichst aus Vegesack, Grohn und aus dem Landkreis Blumenthal zu finden.
Als so bis Ende 1894 statt der vom Präsidenten des Deutschen Seefischerei-Vereins geforderten 400.000 Mark Grundkapital nur 129.000 Mark zusammenkamen, wandte sich das Gründungskomitee an kapitalkräftige Bremer. Dort wurde ein weiterer Prospekt veröffentlicht, unterzeichnet von mehreren Kaufleuten um Franz Ernst Schütte. Dieses stieß ebenfalls auf Interesse, es fanden sich genügend Aktionäre um die Fischereigesellschaft gründen zu können. Die Absicht, den Betrieb vollständig in Vegesack zu konzentrieren, ließ sich bei der Übermacht bremischen Kapitals allerdings nicht verwirklichen. Als Sitz wurde ausdrücklich Bremen bestimmt. Zum Direktor wurde Albrecht Franzius ernannt, Vorsitzender des Aufsichtsrats wurde Bernhard Loose, dessen Bank etwa die Hälfte des Gründungskapitals eingebracht hatte.
Als Sitz für die Produktionsanlagen pachtete das neue Unternehmen das am Vegesacker Hafen gelegene Betriebsgelände des vorher dort angesiedelten Bremer Vulkan, zusätzlich wurde bald darauf ein benachbartes etwa 1.300 Quadratmeter großes Gelände erworben.
Sofort nach der Gründung wurden beim Bremer Vulkan die vier Segellogger B.V.1. bis B.V.4. – als erste ihrer Art in Eisenbauweise – in Auftrag gegeben. Die Logger erhielten die Namen Bremen, Vegesack, Blumenthal und Grohn; der Logger Vegesack existiert als einziges dieser Fahrzeuge fahrbereit noch heute und liegt im Vegesacker Museumshaven. Der Rumpf des Segelloggers BV26 „Wietze“ lag viele Jahre aufgebockt auf dem Gelände der Bremer Bootsbau Vegesack gGmbH (BBV) am anderen Ende der maritimen Meile Vegesacks. Die beabsichtigte Restaurierung blieb infolge der Insolvenz der BBV unvollendet. Schließlich kaufte ein schwedischer Unternehmer das Schiff, um es vollständig zu sanieren.
Diese Logger starteten Ende Mai 1895 zu ihrer ersten Fahrt und brachten in diesem Geschäftsjahr bereits etwa 2.800 Tonnen Heringe an Land.
Trotzdem hatte der Ertrag wohl nicht ganz die Erwartungen des Unternehmens erfüllt, denn im ersten Betriebsbericht war zu lesen: „Unsere 4 Logger brachten in 4 Reisen total 3641 Kantjes = 2776 ½ handelsüblich aufgepackten Tonnen Hering an. Das Resultat des Heringsfanges ist kein günstiges gewesen.“

### Aufbau und Blütejahre
Den ersten Loggern folgten schnell weitere. Der Bremer Vulkan baute zwischen 1894 und 1896 allein 14 Schiffe für die Gesellschaft. 1899 liefen 20 Segellogger zum Fang aus, im Geschäftsjahr 1901 folgte der erste deutsche Dampflogger namens Welle (vom Bremer Vulkan, Bau Nr. 448).
Um die Jahrhundertwende wurden mehr als 400 Mitarbeiter beschäftigt. Viele der Loggerbesatzungen, vom Kapitän bis zu den beiden  Schiffsjungen (in der Fachsprache Avhauer und Reepschießer), kamen aus dem strukturschwachen Mindener Land, so etwa aus Heimsen. Um 1930 waren z. B. beim Arbeitsamt Nienburg um 1000, im Amt Windheim rund 500 Männer mit der Berufsangabe Heringsfänger gemeldet.
In den folgenden Jahren verfügte die Gesellschaft über eigene Werkstätten, eine Packerei mit Netz- und Lagerboden, Kühlhäuser, einen Tiefbrunnen mit Wasserenteisenungsanlage, eine elektrische Zentrale sowie eine Fassfabrik, in der 1904 bei täglicher 8½-stündiger Arbeitszeit zirka 650 Fässer, die sogenannten „Kantjes“, hergestellt wurden. 1909 kam ein Schwimmdock zur Durchführung von Schiffsreparaturen hinzu (siehe Bremer Vulkan, Schiffsliste).
Bei Ausbruch des Ersten Weltkriegs bestand die Flotte aus 25 Segelloggern, 15 Dampfloggern und einem Motorlogger.
In der ersten Hälfte des 20. Jahrhunderts war der Salzhering ein Grundnahrungsmittel. Die Fischereigesellschaft spezialisierte sich daher auf die Produktion von seegekehlten und seegesalzenen Heringen, die mit Netzwänden bis zu 4 Kilometer Länge und 16 Meter Tiefe gefangen wurden.
Nach dem Ersten Weltkrieg entwickelte sich das Unternehmen unter seinem Direktor Friedrich Klippert, der das Unternehmen fast 40 Jahre leitete, besonders erfolgreich. Es wurde weiteres Gelände erworben, so dass 1937 mehr als 37,00 m² verfügbar waren und am Ufer der Lesum eine Kajenlänge von etwa 450 Metern den Loggern Platz zum Anlegen bot. Zusätzlich wurden Grundstücke erworben, auf denen sich Betriebsangehörige Wohnhäuser errichteten.
1931 wurde die Elsflether Heringsfischerei mit ihrem gesamten Betriebsinventar übernommen. Auf dem Höhepunkt ihrer Entwicklung 1938 war die Gesellschaft mit 68 Loggern mit 1.200 Besatzungsmitglieder und zusätzlichen 600 Arbeitskräften an Land die größte Heringsfischerei-Gesellschaft des Kontinents.
Inzwischen hatte man in Windheim Berufsschulklassen für Heringsfänger eingerichtet, und es fanden hier sogar Außenlehrgänge der Bremer Seefahrtschule zum Patenterwerb B2 (Steuermann) statt. Im Keller der Windheimer Schule wurden von 1930 bis 1938 Kochlehrgänge angeboten, um die Kost auf den Loggern abwechslungsreicher zu gestalten.
Mit Beginn des Zweiten Weltkriegs kam der Heringsfang – wie schon im Ersten Weltkrieg – zum Erliegen. Die Logger wurden requiriert und anderweitig militärisch eingesetzt. Von 69 Schiffen kehrten 12 nicht zurück, 2 moderne Schiffe mussten an Russland ausgeliefert werden.
Einer Anordnung der Militärregierung folgend, begann im Mai 1945 die Ausrüstung von 20 Loggern zur Unterstützung der Lebensmittel-Versorgung der Bevölkerung. Im selben Jahr wurden bereits wieder 38.000 Kantjes Heringe in der minenverseuchten Nordsee gefangen. In den folgenden Jahren wurde der Schiffsbestand dann kontinuierlich durch Neubauten ergänzt und modernisiert, so dass mit weniger Aufwand gleich große Mengen wie vorher gefangen werden konnten. Die Loggerbesatzungen kamen traditionsgemäß aus dem Mindener Land, wenngleich der Nachwuchs Mitte der 1950er Jahre hier zunehmend auch in der Klein- und Bergwerksindustrie Beschäftigung fand.

### Niedergang und Ende
Um 1960 setzte die Wende ein. Die Gründe dafür waren hauptsächlich die rücksichtslose Überfischung der Herings-Bestände in der Nordsee und die subventionierte ausländische Konkurrenz, aber ebenso Schwierigkeiten in der Besetzung der Schiffe mit qualifiziertem Personal.
Diese negative Entwicklung ließ sich auch durch neue Vertriebsmethoden und die Gründung einer Tochtergesellschaft für Halbfertig- und Fertigprodukte nicht aufhalten. Es folgten der Verkauf von Grundstücken und Schiffen sowie 1965 die Umwandlung der Aktiengesellschaft in eine GmbH. 1967 schloss sich die Vegesacker Gesellschaft dann der Norddeutschen Hochseefischerei AG Bremerhaven an, die im folgenden Jahr die Hauptanteile der Vegesacker Gesellschaft übernahm.
1969 liefen zum letzten Mal zwei Logger zum Heringsfang aus, danach wurde der Betrieb in Vegesack eingestellt. Während des 74-jährigen Bestehens der Bremen-Vegesacker Fischerei-Gesellschaft wurden 7.670.815 Kantjes Heringe, entsprechend etwa 573.311 Tonnen, angelandet.
Die Vegesacker Fischwaren GmbH verarbeitete noch bis Mitte der 1980er Jahre importierte Heringe.